# Фінансові активи
Фінансові активи — частина активів підприємства, яка являє собою фінансові ресурси: грошові кошти, цінні папери, боргові зобов'язання та право вимоги боргу.
Фінансові активи включають в себе готівку каси, депозити в банках, вклади, чеки, страхові поліси, вклади в цінні папери, зобов'язання інших підприємств і організацій з виплати коштів за відвантажену продукцію (комерційний кредит), портфельні інвестиції в акції інших підприємств, пакети акцій інших підприємств, які надають право контролю, паї.
Відповідно до ст.4 П(С)БО 13 "Фінансові інструменти" [Архівовано 5 жовтня 2017 у Wayback Machine.] в редакції 09.08.2013р. (станом на жовтень 2017р.):
Фінансовий актив - це:
а)грошові кошти та їх еквіваленти;
б)контракт, що надає право отримати грошові кошти або інший фінансовий актив від іншого підприємства;
в)контракт, що надає право обмінятися фінансовими інструментами* з іншим підприємством на потенційно вигідних умовах;
г)інструмент власного капіталу** іншого підприємства. 
- Фінансовий актив, призначений для перепродажу - фінансовий актив, придбаний з метою подальшого продажу для отримання прибутку від короткотермінових змін його ціни та/або винагороди посередника.

*Фінансовий інструмент - контракт, який одночасно приводить до виникнення (збільшення) фінансового активу в одного підприємства і фінансового зобов'язання або інструмента власного капіталу в іншого.
**Інструмент власного капіталу -  це контракт, який підвищує право на частину в активах підприємства, що залишається після вирахування сум за всіма його зобов'язаннями.
Методологія бухгалтерського обліку фінансового активу визначається у подальших статтях даного П(С)БО. 
В свою чергу, за  п.11 МСБО 32 у редакції 2016 року [Архівовано 28 січня 2019 у Wayback Machine.]:
Фінансовий актив - це будь-який актив, що є: 
а)грошовими коштами;
б)інструментом власного капіталу іншого суб'єкта господарювання;
в)контрактним правом:
в-1)отримувати грошові кошти або інший фінансовий актив від іншого суб'єкта господарювання, або
в-2) обмінювати фінансові інструменти з іншим суб'єктом господарювання за умов, які є потенційно сприятливими,
або
г)контрактом, розрахунки за яким здійснюватимуться або можуть здійснюватися власними інструментами капіталу суб'єкта господарювання та який є:
г-1)непохідним інструментом, за який суб'єкт господарювання зобов'язаний або може бути зобов'язаний отримати змінну кількість власних інструментів капіталу,
або
г-2)похідним інструментом, розрахунки за яким здійснюватимуться або можуть здійснюватися іншим чином, ніж обміном фіксованої суми грошових коштів або іншого фінансового активу на фіксовану кількість власних інструментів капіталу. З цією метою до інструментів власного капіталу суб'єкта господарювання не включають: фінансові інструменти з правом дострокового погашення, класифіковані як інструменти власного капіталу згідно з параграфами 16А та 16Б; інструменти, які створюють для суб'єкта господарювання зобов'язання надати іншій стороні пропорційну частку чистих активів суб'єкта господарювання тільки при ліквідації і класифіковані як інструменти власного капіталу згідно з параграфами 16В та 16Г,або інструменти, що є контрактами на майбутнє отримання або надання інструментів власного капіталу суб'єкта господарювання.
*Фінансовий інструмент - це будь-який контракт, який приводить до виникнення фінансового активу у одного суб'єкта господарювання та фінансового зобов'язання або інструмента капіталу у іншого суб'єкта господарювання.
**Інструмент капіталу - це будь-який контракт, який засвідчує залишкову частку в активах суб'єкта господарювання після вирахування всіх його зобов'язань.

Методологія бух. обліку зокрема фінансових активів за міжнародними стандартами розглянута у даній статті від 05.08.2016р.:http://www.visnuk.com.ua/ua/pubs/id/90010068 [Архівовано 5 жовтня 2017 у Wayback Machine.].